# Pristimantis salaputium
Pristimantis salaputium es una especie de anfibio anuro de la familia Craugastoridae.

## Distribución
Esta especie es endémica de la región de Cuzco en Perú. Habita en los valles del río Kosñipata y el río Apurímac entre los 1500 y 2400 m de altitud en la Cordillera Oriental.

## Descripción
Los machos miden de 16.3 a 18.6 mm.

## Etimología
El nombre específico proviene del latín salaputium, que significa enano, debido a su pequeño tamaño.

## Publicación original
- Duellman, 1978 : New species of leptodactylid frogs of the genus Eleutherodactylus from the Cosnipata Valley, Peru. Proceedings of the Biological Society of Washington, vol. 91, n.º 2, p. 418-430[5]